# میشل میکومبرو
میشل میکومبرو (انگلیسی: Michel Micombero؛ ۲۶ اوت ۱۹۴۰ – ۱۶ ژوئیه ۱۹۸۳) یک سیاست‌مدار اهل بوروندی بود.